# ديفيس وشيرتليف

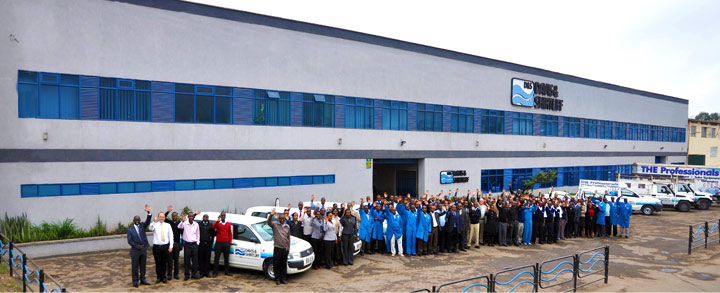

يعد Davis & Shirtliff مختص للمعدات ذات الصلة بالمياه في منطقة شرق إفريقيا. تأسست في كينيا عام 1946، وتهتم بالإنشطة التجارية على ستة قطاعات من المنتجات الرئيسية وهي: مضخات المياه، وحفر الآبار، وأحواض السباحة، ومعالجة المياه، والمولدات، ومعدات الطاقة الشمسية والري. تعمل المجموعة من خلال شبكة من الفروع الوطنية وكذلك الشركات الفرعية الإقليمية في أوغندا وتنزانيا وزامبيا ورواندا وجنوب السودان وجمهورية الكونغو الديمقراطية وزيمبابوي وشراكة في إثيوبيا.

## التاريخ
انشئت مجموعة (Davis & Shirtliff)في عام 1946 كشراكة بين EC 'Eddie' Davis و FR 'Dick' Shirtliff بعد أن اشترى Dick Shirtliff) 50٪)من شركة RH Paige & Co. «وهي شركة صغيرة تعمل في مجال السباكة وهندسة المياه تأسست في عام 1926 اشترى إدي ديفيس عام 1945».
في عام 1947، دخلت عضو في الجمعية الكينية لمقاولي البناء والهندسة المدنية (KABCEC)، وفي عام 1955، بعد شراء قطعتي أرض جديدتين وإنشاء مكاتب وورش جديدة، لنقل عملها إلى موقعها الجديد.
في عام 1965، استلمت أول شحنة من المضخات من Grundfos في الدنمارك، وفي عام 1968، استوردت شحنة من مضخات Davey من أستراليا. في عام 1982 تم توسيع نطاق منتجات Grundfos لتشمل مضخات الطاقة الشمسية.
شهد عام 1985 تعيين شركة Butech Limited كموزع لمنتجات مومباسا وبدء إنتاج مرشح الألياف الزجاجية. في عام 1992، اشترت المجموعة و Shirtliff حصة 20 ٪ في Butech Limited. الذي تم شراؤه أخيرًا في عام 2000، ليصبح فرع مومباسا في ديفيس وشيرتليف.
في عام 1993، استوردوا أول مضخاتهم من لينز من Pedrollo ، إيطاليا.
في عام 1995 افتتحو «مركز الضخ» وإنشاء مجموعة من التجار على مستوى الدولة. كما شهد عام 1995 افتتاح فرع في إل دوريت.
افتتحت الشركات التابعة في كمبالا ودار السلام في عامي 1996 و 1998 على التوالي.
توسعت الأعمال التجارية مؤخرًا. طوال العقد الأول من الألفية، افتتح Davis & Shirtliff الفروع والشركات التابعة في لوساكا. كيغالي؛ ناكورو  وأروشا؛ زنجبار وكيتوي؛ ماليندي؛ أديس أبابا وموانزا ودياني؛ وجوبا في 2001 و 2004 و 2005 و 2006 و 2007 و 2008 و 2010 على التوالي، مما أدى إلى توسيع توزيع منتجاتها وقاعدة المستهلكين. في عام 2001، تم تعيين Davis & Shirtliff كموزع إقليمي لمضخات Pedrollo. في عام 2003، تم إنشاء قسم الطاقة الشمسية في الشركة كموزع إقليمي لشركة Shell Solar. أيضا، في عام 2004، أصبحت موزع Certikin ، وفي عام 2005، تم تعيينها كموزع محرك Lister Petter للمنطقة.

## العمل المجتمعي
الشركة تقدم دعم كبير للمؤسسات المحتاجة في الحصول على إمدادات المياه. ويتم توفير التمويل لأنشطة المجتمع إلى حد كبير من خلال مساهمة سنوية من الشركة وموظفيها. شركاء الأعمال متورطون أيضًا وقد دعم Grundfo أنشطة المجموعة من خلال التبرع بالمال والمعدات واللوازم. sكما تعاونت شركة Davis و Shirtliff مع الخطوط الجوية الكينية في مشروع للمياه في Runana.